# Aeroporto di Dakar-Blaise Diagne
L'Aeroporto di Dakar-Blaise Diagne (IATA: DSS, ICAO: GOBD) è un aeroporto senegalese situato a 53km dal centro città di Dakar, nel dipartimento di Thiès, ed è il principale aeroporto del Senegal. L'aeroporto è costruito in prossimità del villaggio di Diass, ed è collegato alla città dallo svincolo 13 dell'autostrada A1.

## Storia
L'aeroporto fu aperto il 7 dicembre 2017 ed è intitolato a Blaise Diagne, che fu il primo politico di origini africane ad essere eletto al parlamento francese nel 1914. I costi per i lavori sono stati stimati a 566 milioni di euro, di cui €400 milioni finanziati dal Saudi Binladin Group.

## Statistiche
Questo grafico non è disponibile a causa di un problema tecnico.
Si prega di non rimuoverlo.
Vedi la query Wikidata di origine.